# Émilie Évesque
Émilie Évesque, née le 23 septembre 1988 à Montpellier, est une tireuse sportive française, qui a disputé les épreuves de tir aux Jeux olympiques d'été de 2012.
Elle termine troisième en carabine à trois positions aux Jeux méditerranéens de 2009 et troisième en carabine à 10 mètres aux Jeux méditerranéens de 2013. Elle remporte la médaille d'argent par équipe aux Championnats d'Europe de 2013 en carabine à trois positions avec Laurence Brize et Marie Fayolle.